# Llista d'espècies d'ecòbids

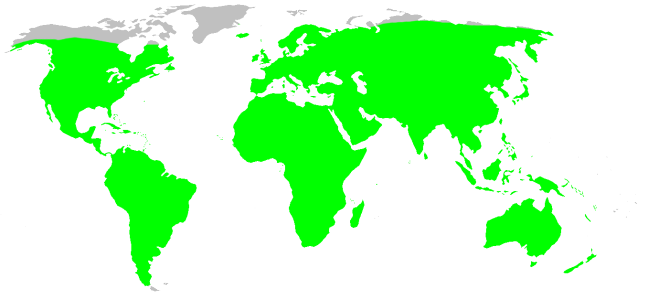
Distribució dels ecòbids

Aquesta és la llista d'espècies de ecòbids, una família d'aranyes araneomorfes. Conté la informació recollida fins al 28 d'octubre de 2006 i hi ha citats 6 gèneres i 102 espècies, però la majoria formen part dels gèneres Oecobius amb 74 i Uroctea amb 17 espècies. La seva distribució és molt extensa i es poden trobar per tot el món, excepte una petita franja molt septentrional.

## Gèneres i espècies

### Oecobius
Oecobius Lucas, 1846
- Oecobius achimota Shear & Benoit, 1974 (Ghana)
- Oecobius aculeatus Wunderlich, 1987 (Illes Canàries)
- Oecobius affinis O. P.-Cambridge, 1872 (Síria, Jordània)
- Oecobius agaetensis Wunderlich, 1992 (Illes Canàries)
- Oecobius albipunctatus O. P.-Cambridge, 1872 (Síria)
- Oecobius alhoutyae Wunderlich, 1995 (Kuwait)
- Oecobius amboseli Shear & Benoit, 1974 (Egipte, Kenya, Uganda)
- Oecobius annulipes Lucas, 1846 (Algèria)
- Oecobius ashmolei Wunderlich, 1992 (Illes Canàries)
- Oecobius beatus Gertsch & Davis, 1937 (Mèxic)
- Oecobius bracae Shear, 1970 (Mèxic)
- Oecobius caesaris Wunderlich, 1987 (Illes Canàries, Açores)
- Oecobius cambridgei Wunderlich, 1995 (Lebanon)
- Oecobius camposi Wunderlich, 1992 (Illes Canàries)
- Oecobius cellariorum (Dugès, 1836) (Cosmopolita)
- Oecobius chiasma Barman, 1978 (Índia)
- Oecobius civitas Shear, 1970 (Mèxic)
- Oecobius concinnus Simon, 1893 (EUA fins a Brasil, Illes Galápagos (en qualsevol altre lloc, introduïda))
- Oecobius culiacanensis Shear, 1970 (Mèxic)
- Oecobius cumbrecita Wunderlich, 1987 (Illes Canàries)
- Oecobius depressus Wunderlich, 1987 (Illes Canàries)
- Oecobius dolosus Wunderlich, 1987 (Illes Canàries)
- Oecobius doryphorus Schmidt, 1977 (Illes Canàries)
- Oecobius erjosensis Wunderlich, 1992 (Illes Canàries)
- Oecobius formosensis (Kishida, 1943) (Taiwan)
- Oecobius fortaleza Wunderlich, 1992 (Illes Canàries)
- Oecobius fuerterotensis Wunderlich, 1992 (Illes Canàries)
- Oecobius furcula Wunderlich, 1992 (Illes Canàries)
- Oecobius gomerensis Wunderlich, 1979 (Illes Canàries)
- Oecobius hayensis Wunderlich, 1992 (Illes Canàries)
- Oecobius hidalgoensis Wunderlich, 1992 (Illes Canàries)
- Oecobius hierroensis Wunderlich, 1987 (Illes Canàries)
- Oecobius hoffmannae Jiménez & Llinas, 2005 (Mèxic)
- Oecobius idolator Shear & Benoit, 1974 (Burkina Faso)
- Oecobius iguestensis Wunderlich, 1992 (Illes Canàries)
- Oecobius incertus Wunderlich, 1995 (Àfrica del Nord)
- Oecobius infierno Wunderlich, 1987 (Illes Canàries)
- Oecobius interpellator Shear, 1970 (EUA)
- Oecobius isolatoides Shear, 1970 (EUA, Mèxic)
- Oecobius isolatus Chamberlin, 1924 (EUA, Mèxic)
- Oecobius juangarcia Shear, 1970 (Mèxic)
- Oecobius lampeli Wunderlich, 1987 (Illes Canàries)
- Oecobius latiscapus Wunderlich, 1992 (Illes Canàries)
- Oecobius linguiformis Wunderlich, 1995 (Illes Canàries)
- Oecobius longiscapus Wunderlich, 1992 (Illes Canàries)
- Oecobius maTxadoi Wunderlich, 1995 (Portugal, Espanya)
- Oecobius maculatus Simon, 1870 (Mediterrani fins a Azerbaijan)
- Oecobius marathaus Tikader, 1962 (Pantropical)
- Oecobius marcosensis Wunderlich, 1992 (Illes Canàries)
- Oecobius maritimus Wunderlich, 1987 (Illes Canàries)
- Oecobius minor Kulczyn'ski, 1909 (Açores, Madeira)
- Oecobius nadiae (Spassky, 1936) (Àsia central, Xina)
- Oecobius navus Blackwall, 1859 (Cosmopolita)
  - Oecobius navus hachijoensis Uyemura, 1965 (Japó)
- Oecobius palmensis Wunderlich, 1987 (Illes Canàries)
- Oecobius paolomaculatus Wunderlich, 1995 (Algèria)
- Oecobius pasteuri Berland & Millot, 1940 (Àfrica Occidental)
- Oecobius persimilis Wunderlich, 1987 (Illes Canàries)
- Oecobius petronius Simon, 1890 (Iemen)
- Oecobius piaxtla Shear, 1970 (Mèxic)
- Oecobius pinoensis Wunderlich, 1992 (Illes Canàries)
- Oecobius przewalskyi Hu & Li, 1987 (Tibet)
- Oecobius pseudodepressus Wunderlich, 1992 (Illes Canàries)
- Oecobius putus O. P.-Cambridge, 1876 (Egipte, Sudan fins a Azerbaijan (EUA, introduïda))
- Oecobius rhodiensis Kritscher, 1966 (Grècia)
- Oecobius rioensis Wunderlich, 1992 (Illes Canàries)
- Oecobius rivula Shear, 1970 (Mèxic)
- Oecobius rugosus Wunderlich, 1987 (Illes Canàries)
- Oecobius sapporensis Saito, 1934 (Japó)
- Oecobius selvagensis Wunderlich, 1995 (Salvages)
- Oecobius sheari Benoit, 1975 (Txad)
- Oecobius similis Kulczyn'ski, 1909 (Madeira, Illes Canàries, Açores, Santa Helena)
- Oecobius sombrero Wunderlich, 1987 (Illes Canàries)
- Oecobius tadzhikus Andreeva & Tyschchenko, 1969 (Àsia central)
- Oecobius tasarticoensis Wunderlich, 1992 (Illes Canàries)
- Oecobius teliger O. P.-Cambridge, 1872 (Lebanon)
- Oecobius templi O. P.-Cambridge, 1876 (Egipte, Sudan)
- Oecobius tibesti Shear & Benoit, 1974 (Txad)
- Oecobius trimaculatus O. P.-Cambridge, 1872 (Jordània)
- Oecobius unicoloripes Wunderlich, 1992 (Illes Canàries)

### Paroecobius
Paroecobius Lamoral, 1981
- Paroecobius nicolaii Wunderlich, 1995 (Sud-àfrica)
- Paroecobius wilmotae Lamoral, 1981 (Botswana)

### Platoecobius
Platoecobius Chamberlin & Ivie, 1935
- Platoecobius floridanus (Banks, 1896) (EUA)

### Uroctea
Uroctea Dufour, 1820
- Uroctea compactilis L. Koch, 1878 (Xina, Corea, Japó)
- Uroctea concolor Simon, 1882 (Iemen)
- Uroctea durandi (Latreille, 1809) (Mediterrani)
- Uroctea grossa Roewer, 1960 (Afganistan)
- Uroctea hashemitorum Bosselaers, 1999 (Jordània)
- Uroctea indica Pocock, 1900 (Índia)
- Uroctea lesserti Schenkel, 1936 (Xina, Corea)
- Uroctea limbata (C. L. Koch, 1843) (Paleàrtic)
- Uroctea manii Patel, 1987 (Índia)
- Uroctea matthaii Dyal, 1935 (Pakistan)
- Uroctea paivani (Blackwall, 1868) (Illes Canàries, Illes Cap Verd)
- Uroctea quinquenotata Simon, 1910 (Sud-àfrica)
- Uroctea schinzi Simon, 1887 (Sud-àfrica)
- Uroctea semilimbata Simon, 1910 (Sud-àfrica)
- Uroctea septemnotata Tucker, 1920 (Namíbia, Sud-àfrica)
- Uroctea septempunctata (O. P.-Cambridge, 1872) (Israel)
- Uroctea sudanensis Benoit, 1966 (Sudan, Somàlia)

### Urocteana
Urocteana Roewer, 1961
- Urocteana poecilis Roewer, 1961 (Senegal)

### Uroecobius
Uroecobius Kullmann & Zimmermann, 1976
- Uroecobius ecribellatus Kullmann & Zimmermann, 1976 (Sud-àfrica)